# Kathryn Sullivan
Kathryn Dwyer Sullivan (Paterson, 3 de outubro de 1951) é uma ex-astronauta e geóloga norte-americana, veterana de três missões a bordo do ônibus espacial. 
Sullivan foi uma das cinco integrantes da primeira equipe feminina de astronautas formada pela NASA em 1979, e participou de três missões do ônibus espacial. Na primeira a STS-41-G, ocorrida em outubro de 1984, tornou-se a primeira norte-americana a realizar uma caminhada espacial. 
Na segunda missão, a STS-31, participou da equipe que colocou o telescópio espacial Hubble em órbita. Finalmente foi comandante de carga da missão STS-45 Atlantis, em abril de 1992. Deixou a NASA em 1993.
Em junho de 2020, aos 68 anos de idade e vinte e sete anos depois de deixar a agência espacial, Sullivan tornou-se a primeira pessoa a visitar tanto o espaço quanto o ponto mais profundo do oceano. Como oceanógrafa, ela integrou uma expedição numa missão de dez horas que visitou Challenger Deep, uma depressão 10 928 m no fundo do mar na Fossa das Marianas, Oceano Pacífico.

## Trabalhos

### Tese
- Sullivan, Kathryn Dwyer (1978). The structure and evolution of the Newfoundland basin, offshore eastern Canada. (Tese) (em inglês). ProQuest Dissertations Publishing

## Reconhecimento
É uma das 100 Mulheres da lista da BBC de 2020.